# José de Freitas
José de Freitas este un oraș în Piauí (PI), Brazilia.